# Баришников Степан Павлович
Степан Павлович Бари́шников (нар. 22 грудня 1893, присілок Бармашур — 23 січня 1943, місто Ухта) — удмуртський державний та комуністичний діяч. Жертва сталінських репресій.

## Біографія
Степан Павлович народився в присілку Бармашур Уканської волості Глазовського повіту (сучасний Ярський район Удмуртії) в сім'ї селян-удмуртів, член КПРС з 1917 року. Учасник громадянської війни та становлення радянської влади на території Удмуртії. За виявлену мужність в боях під Воткінськом під час командування батальйоном Вятської дивізії нагороджений орденом Червоного Прапора (1918). Освіта неповна вища, закінчив 2 курси Петербурзького університету.

## Політична діяльність
Баришников як політик займав наступні посади:
- член Вятського організаційного бюро більшовицької організації (1917)
- голова Глазовського повітового виконавчого комітету Ради робітничих, селянських та червоноармійських депутатів та голова Глазовського повітового комітету РКП(б) (1919–1920)
- секретар Вятського губернського комітету РКП(б) (1920—1921)
- відповідальний секретар Глазовського повітового комітету РКП(б) (1921)
- перший секретар Вотського обласного комітету РКП(б) (1921)
- завідувач організаційним відділом Тюменського міського комітету РКП(б) (1922)
- відповідальний секретар Тобольського повітового комітету РКП(б) (1922—1923)
- відповідальний секретар Ішимського окружного комітету РКП(б) (1923—1924)
- голова Вотської обласної партійного комісії ВКП(б), завідувач організаційно-інструкторським відділом та відповідальний секретар Вотського обласного комітету ВКП(б) (1924—1927)
- студент Комуністичного університету трудящих Сходу (1927—1929)
- завідувач відділом з роботи в селі, розподілу та підбору кадрів Нижньогородського крайового комітету ВКП(б) (1929—1930)
- інструктор Політичного сектора Наркомзема РРФСР (1930—1937)
- голова ЦВК Удмуртської АРСР (18 квітня 1937 — 23 липня 1937)
- перший секретар Удмуртського обласного комітету ВКП(б) (1937—1938)

Обирався депутатом Верховної Ради СРСР та Верховної Ради Удмуртської АРСР.

## Репресії
Заарештований 4 вересня 1938 року в Москві, засуджений до 8 років відбування в таборах (11 січня 1940 року, звинувачення № 58-7, 11) за звинуваченнями в троцькізмі та буржуазному націоналізмі. Помер 1943 року в Ухтинському таборі НКВС від виснаження, реабілітований посмертно 6 лютого 1956 року президією Верховного суду Удмуртської АРСР.

## Пам'ять
На честь Баришникова були названі:
- вулиця в рідному присілку Бармашур, де йому 1989 року було встановлено пам'ятник
- вулиця в Устиновському районі міста Іжевськ рішення виконавчого комітету міської ради від 23 вересня 1976 року[1]